# كأس الكونكاكاف الذهبية للسيدات 1993
بطولة كونكاكاف النسائية لسنة 1993 1993 CONCACAF Women's Invitational Tournament هي النسخة الثانية من بطولة الكونكاكاف للسيدات لكرة القدم [الإنجليزية] ، وهي بطولة اتحاد كرة القدم في أمريكا الوسطى والشمالية والكاريبي. أقيمت البطولة في لونج آيلاند، نيويورك، الولايات المتحدة من 4 إلى 8 أغسطس 1993، وتألفت من 4 فرق فقط واحد منها، نيوزيلندا كان ضيفاً مدعواً.

## الجولة النهائية
| الفريق           | نقاط | لعب | ف | ت | خ | له | عليه |
| ---------------- | ---- | --- | - | - | - | -- | ---- |
| الولايات المتحدة | 9    | 3   | 3 | 0 | 0 | 13 | 0    |
| نيوزيلندا        | 4    | 3   | 1 | 1 | 1 | 7  | 3    |
| كندا             | 4    | 3   | 1 | 1 | 1 | 4  | 1    |
| ترينيداد وتوباغو | 0    | 3   | 0 | 0 | 3 | 0  | 20   |

| كندا                                    | 4–0   | ترينيداد وتوباغو |
| --------------------------------------- | ----- | ---------------- |
| بورتيني 20' · فاموس 40'، 50' · هوبر 79' | تقرير |                  |

| الولايات المتحدة                   | 3–0   | نيوزيلندا |
| ---------------------------------- | ----- | --------- |
| ليلي ?' · جينينغز ?' · رافانيلي ?' | تقرير |           |

| كندا | 0–0   | نيوزيلندا |
| ---- | ----- | --------- |
|      | تقرير |           |

| الولايات المتحدة                                                                                           | 9–0   | ترينيداد وتوباغو |
| --- | ----- | ---------------- |
| فوسيت ?' · ليلي ?' · فينتوريني ?' · جينينغز ?' · كوفمان ?' · أكيرز ?'، ?' · رافانيلي ?' · علامة استفهام ?' | تقرير |                  |

| نيوزيلندا | 7–0 | ترينيداد وتوباغو |
| --------- | --- | ---------------- |
|           |     |                  |

| الولايات المتحدة | 1–0   | كندا |
| ---------------- | ----- | ---- |
| فوسيت ?'         | تقرير |      |

## وصلات خارجية
[www.rsssf.org/tablesc/cam-women93 https://www.rsssf.org/tablesc/cam-women93.html]